# Цандер, Генрих Давид Фридрих
Генрих Давид Фридрих Цандер (нем. Heinrich David Friedrich Zander; 1800—1876) — немецкий пастор и орнитолог.

## Биография
Генрих Цандер родился 2 декабря 1800 года в семье протестантского пастора в Ломене в земле Мекленбург-Передняя Померания. Сперва учился у отца вместе со своими братьями, с 1814 года посещал кафедральную школу. С 1820 по 1823 год изучал богословие и естественные науки в Ростокском университете и Университете Берлина.
В 1823 году Генрих Давид Фридрих Цандер поступил домашним учителем в Мекленбурге, в 1830 году назначен пастором в Любц, где и начал усердно заниматься орнитологией. В 1843 году Цандер был переведен пастором в Барков.
В 1858 году труды ученого были отмечены Ростокским университетом, который удостоил Цандера степени доктора философии. 
Наиболее известные научные труды Цандера: «Naturgeschichte der Vögel Mecklenburgs» (Висмар, 1837—53) и «Systematische Uebersicht der Vögel Mecklenburgs» («Arch. Ver. Fr. Naturg. Meckl.», 1861).
Генрих Давид Фридрих Цандер умер 22 мая 1876 года в городе Грабове.